# بن و تن
بن و تن (به انگلیسی: Ben & Tan) گروه موسیقی دانمارکی است.
آن‌ها نماینده دانمارک در یوروویژن ۲۰۲۰ بودند ولی این مسابقات به دلیل دنیاگیری کووید-۱۹ برگزار نشد.